# World Programming System
World Programming System, aussi connu sous le nom WPS, est un logiciel de statistiques et  décisionnel développé par l'entreprise World Programming Limited. Il permet aux utilisateurs de créer, modifier et exécuter des  programmes écrits dans le  langage SAS.
Le programme a fait l'objet d'un procès intenté par SAS Institute (en). La  Cour de justice de l'UE a statué en faveur de World Programming Limited, indiquant que la protection du droit d'auteur ne couvre pas la fonctionnalité, le langage de programmation et le format des fichiers de données utilisés par le logiciel. Il n'y a pas violation de copyright quand une entreprise crée une fonctionnalité d'un produit en s'inspirant d'un autre logiciel, sans avoir accès à son code source.

## Historique
La version 3 de WPS (sortie en février 2012) fournit une nouvelle architecture client/serveur qui permet à l'interface graphique WPS Workbench d'exécuter des programmes SAS sur les installations WPS distantes dans un réseau ou un nuage. La sortie obtenue (données, journaux, etc.) peut alors être consultée et manipulée depuis l'intérieur du Workbench comme si les instructions de travail avaient été exécutées localement. Les programmes SAS sont compatibles avec cette fonctionnalité.
En 2010 World Programming a défendu son utilisation du langage SAS devant la Haute Cour d'Angleterre et du Pays de Galles : SAS Institute Inc. vs World Programming Ltd (en).

## Principales fonctionnalités
- Modularité :
  - Modules de langage
  - Prise en charge de la syntaxe du langage SAS et des macros
  - Modules de développement
  - Outils de personnalisation de WPS
  - Modules d'interface
  - Outils permettant aux utilisateurs d'interagir avec le système et de l'utiliser.
  - Modules de moteur de données
  - Accédez aux bases et entrepôts de données standard et à de nombreux formats de fichiers de données.
- Plusieurs interfaces utilisateur :
  - WPS CLI : Exécutez des programmes depuis la ligne de commande ou par lots.
  - WPS Workbench : Environnement de développement/interface graphique permettant de créer, éditer, gérer et exécuter les programmes et de visionner les sorties obtenues.
  - WPS Link : Outil client/serveur permettant de gérer et d'exécuter des programmes sur des instances de WPS installées sur des serveurs distants.
  - WPS Communicate : Demandez de manière programmatique l'exécution de parties d'un programme par des instances de WPS installées sur des serveurs distants ainsi que le chargement et téléchargement de données vers et depuis des serveurs distants.
- Gestion de gros volumes de données :

WPS peut lire et écrire dans la plupart des formats de fichiers, bases de données, entrepôts de données et environnements Big Data Hadoop communément utilisés. Que le traitement se déroule sur un ordinateur principal, sur le cloud, dans une grappe, sur un serveur ou sur un poste de travail, WPS peut manipuler d'énormes volumes de données.
- Multithreading et multicore :

Les postes de travail et les serveurs dotés de processeurs à cœurs multiples ou d'hyperthreading peuvent bénéficier de la prise en charge du multithreading dans WPS.
- Multiplate-formes :

WPS est disponible sur un large éventail de plates-formes matérielles et logicielles, dont les systèmes d'exploitation Microsoft Windows, Apple Mac OS X, Linux (y compris pour System z), AIX, Solaris et ordinateurs principaux IBM z/OS. 

## Éditions[6]
| Produit              | Utilisation autorisée                                  | Plates-formes                          | Tarif             | Taille de l'ensemble de données | Utilisation par un bureau de données | Utilisation en production | Expiration de la licence | Maintenance et support | Modules de langage | Modules de développement                  | Modules d'interface | Modules de moteur de données |
| -------------------- | ------------------------------------------------------ | -------------------------------------- | ----------------- | ------------------------------- | ------------------------------------ | ------------------------- | ------------------------ | ---------------------- | ------------------ | ----------------------------------------- | ------------------- | ---------------------------- |
| WPS Edition Express  | Activités d'apprentissage, de développement et de test | Poste de travail                       | Gratuit           | 100 enregistrements             | Non                                  | Non                       | Année calendaire         | Facultatifs            | Tous               | WPS Language SDK                          | Tous                | Tous                         |
| WPS Edition Standard | Activités professionnelles et personnelles             | Poste de travail, Serveur et Mainframe | Abonnement annuel | Illimité                        | Oui                                  | Oui                       | Annuelle                 | Oui                    | Tous               | WPS Language SDK et WPS Web SDK (serveur) | Tous                | Tous                         |